# Piuria

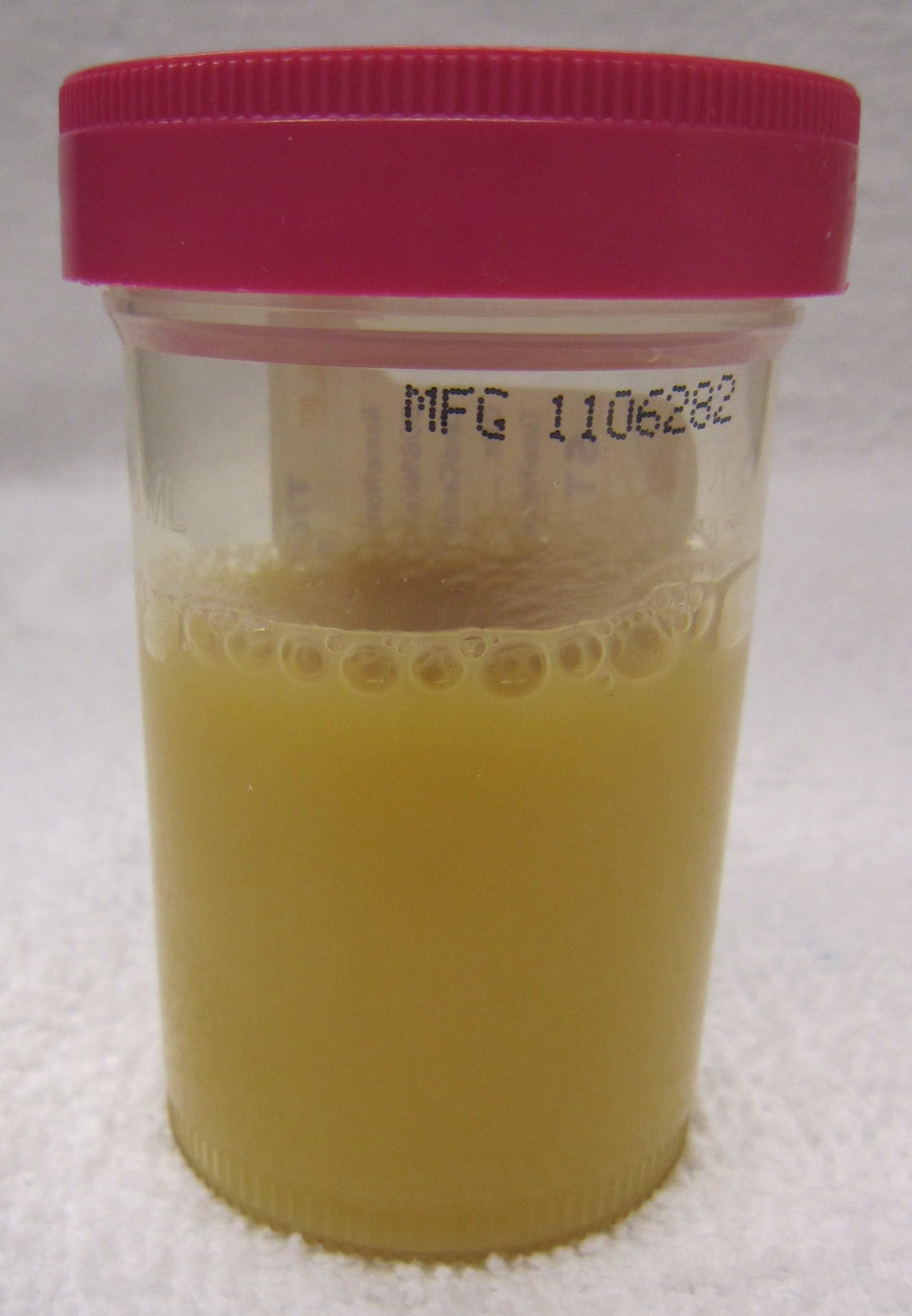
Campione di urine di paziente con urosepsi. Si può notare l'aspetto torbido classico della condizione

La piuria (pronuncia corretta: /piˈurja/; pronuncia accettabile: /piuˈria/) è la presenza di materiale purulento nelle urine.
Generalmente indica la presenza di uno stato infiammatorio delle vie urinarie o di un'infezione batterica o fungina e può essere seguita da una leucocituria al termine dell'infezione.